# III. Hurmuz szászánida király
III. Hurmuz (399 – 459) II. Jazdagird legkisebb fia, a Szászánida Birodalom királya 456-459 között. Rövid uralkodása alatt a nemesség támogatásával folytonos harcban állt bátyjával Pérozzal, illetve a heftalitákkal Baktrianában. Végül bátyja 459-ben megölte.

## Fordítás
- Ez a szócikk részben vagy egészben  az   Imperio Sasánida című spanyol Wikipédia-szócikk fordításán alapul.  Az eredeti cikk szerkesztőit annak laptörténete sorolja fel. Ez a jelzés csupán a megfogalmazás eredetét és a szerzői jogokat jelzi, nem szolgál a cikkben szereplő információk forrásmegjelöléseként.